# Rhamphocephalus
Rhamphocephalus is een geslachtsnaam die gegeven is aan fossiel materiaal dat toebehoorde aan pterosauriërs die leefden in het midden van het Jura in het gebied van het huidige Engeland.
In 1831 duidde August Goldfuss een aantal fragmentarische fossielen van pterosauriërs uit de Stonesfield Slate, een aardlaag in Oxfordshire uit het Bathonien, 165 miljoen jaar oud, aan met de naam Pterodactylus bucklandi. Het ging om een los derde en vierde kootje van de vleugelvinger die al door de Beierse natuurvorsers Johann Baptist von Spix en Carl Friedrich Philipp von Martius beschreven zouden zijn; tegenwoordig is geen publicatie van dezen meer bekend met die inhoud. De soortaanduiding eert William Buckland, die de fossielen aangekocht had voor de verzameling van het Geologisch Museum van Oxford. In 1832 herhaalde Christian Erich Hermann von Meyer die naam in een publicatie; meestal wordt von Meyer als naamgever vermeld. Geen van beiden gaf een beschrijving of wees een holotype aan. De naam werd daarna gebruikt voor verschillende fossielen die uit de aardlaag opdoken.
In 1859 meende Thomas Huxley dat het een soort van Rhamphorhynchus was: R. bucklandi en beschreef als eerste een holotype: een elf centimeter lang stuk linkeronderkaak met lege tandkassen, waaraan ook een gedeelte van de rechteronderkaak is verbonden. Een ander fossiel, gevonden bij Sarsden en aan hem gegeven door Henry Reynolds-Moreton, de Earl of Ducie, gebruikte hij om een tweede soort te benoemen: Rhamphorhynchus depressirostris. De soortaanduiding verwijst naar het feit dat de kaak vooraan verdiept en naar beneden buigt. Het fragment is negen centimeter lang, en bestaat uit de voorste vergroeiing van de onderkaken, de symfyse, waarin lange tanden; de tak van de linkeronderkaak is afgebroken, die van de rechteronderkaak meer compleet. Huxley compliceerde de zaak echter aanzienlijk door meteen te stellen dat R. depressirostris vermoedelijk identiek was aan R. bucklandi en dat hij de naam alleen gegeven had voor het geval dat nieuwe vondsten zouden uitwijzen dat het toch een aparte soort was.
In 1880 beschreef Harry Govier Seeley de afdruk van een bovenkant van een schedel, OMU J28266, gevonden bij Kineton, dat verworven was door de geoloog professor Joseph Prestwich. Seeley benoemde hiervoor een geslacht: Rhamphocephalus, afgeleid van het Klassiek Griekse rhamphos, 'bek', een verwijzing naar een veronderstelde verwantschap met Rhamphorhynchus, en kephalè, 'kop', een verwijzing naar de schedel. Hij benoemde ook een soort: Rhamphocephalus prestwichi. De soortaanduiding eert Prestwich. Dit is echter niet de typesoort van het geslacht want Seeley stelde dat Rhamphorhynchus bucklandi tot Rhamphocephalus behoorde als een Rhamphocephalus bucklandi, maar koos geen typesoort uit de twee. Richard Lydekker maakte van R. bucklandi in 1888 de typesoort en wees ook Rhamphorhynchus depressirostris aan het geslacht toe zodat een derde soort geschapen werd: Rhamphocephalus depressirostris. Ook wees hij de meeste fragmentarische pterosauriërfossielen die in Stonesfield gevonden waren aan een van de drie soorten toe. In 1885 had Seeley voor R. prestwichi overigens alweer een nieuw geslacht geschapen: Dolichorhamphus, 'langbek', maar dat wordt meestal als een jonger synoniem van Rhamphocephalus gezien hoewel een vergelijking moeilijk is en verder belemmerd wordt doordat het holotype zoek is.
In 1996 stelde David Unwin dat drie soorten uit de Taynton Limestone-formatie die Richard Owen in 1874 binnen Pterodactylus benoemd had: P. kiddi, P. duncani en P. aclandi, jongere synoniemen waren van R. bucklandi.
Het materiaal is zeer problematisch. Het is niet duidelijk of de drie soorten werkelijk nauw verwant zijn en of ze te onderscheiden zijn van Rhamphorhynchus, wat Gustav von Arthaber nog betwijfelde in 1922. Voor dat laatste pleit dat ze uit een veel oudere laag komen; ze vertegenwoordigen een (of meerdere) van de weinige vormen die uit het midden van het Jura bekend zijn. De toegeschreven onderkaken delen bepaalde eigenschappen: ze zijn vrij ondiep met voorin grote krommend naar voren gerichte tanden en verdiepen zich bij de samengroeiing vooraan tussen de beide takken van de mandibula. De mandibula is ook vrij breed. Dit alles duidt op een basale pterosauriër. Aan de andere kant hebben de toegeschreven vleugelvingerkootjes een driehoekige doorsnede als bij de Pterodactyloidea. Peter Wellnhofer verklaarde dat door aan te nemen dat Rhamphocephalus een tussenvorm was tussen de pterodactyloïden en meer basale pterosauriërs. Een andere mogelijkheid is dat de vleugelbotten en de kaken helemaal niet bij elkaar horen. Staartwervels, die zouden kunnen aangeven of de vorm een basale lange staart had, zijn niet gevonden
Verschillende auteurs behandelen Rhamphocephalus als een nomen dubium, een naam waarvan het holotype te slecht is om verder materiaal aan toe te wijzen. Unwin echter zag de vorm in 2003 als een lid van de Rhamphorhynchinae.
De grootte van Rhamphocephalus is lastig vast te stellen. Het meeste materiaal wijst op een vleugelspanwijdte van 0,9 tot 1,2 meter. Een vingerkootje echter, BMNH 40126k, met een lengte van 216 millimeter, duidt volgens een schatting van Unwin op een vlucht van 225 centimeter.